# Bordetella pertussis
A Bordetella pertussis é um pequeno cocobacilo (meio micrómetro), Gram-negativo e imóvel, sendo um dos agentes causadores da tosse convulsa. É um aeróbio estrito, não fermentador da lactose. Metaboliza aminoácidos, daí que necessite de meios nutricionalmente exigentes para sobreviver.
Têm factores de adesão à mucosa as seguintes adesinas: fímbrias, hemaglutininas filamentosas, a porção B da toxina pertussis e a pertactina ou proteína P69. Produz as seguintes toxinas: a toxina pertussis (porção A), a toxina adenilato ciclase, a toxina dermonecrótica, a citotoxina traqueal e ainda LPS e endotoxina, presentes nas bactérias Gram negativo.
A toxina pertussis é uma exotoxina do tipo A-B, com a porção B especifica para receptores existentes na célula alvo, para o interior das quais é endocitada. A porção A é a toxina propriamente dita: tem actividade de enzima ADP-ribosil transferase, aumentando o AMPc, um importante mediador intracelular cujo efeito nas células da mucosas brônquica é a produção muito acelerada de muco. A toxina também desregula o macrófagos, resultando em resistência à fagocitose.
A espécie Bordetella parapertussis, causa uma doença semelhante, porém menos violenta.